# Eduardo Federico Guillermo Grau
Eduardo Federico Guillermo Grau (Barcelona, 7 de març de 1919 - Buenos Aires, 4 de gener de 2006) va ser un compositor i musicòleg que va aportar una sèrie d'escrits musicals importants per a la musicologia.

## Biografia
Eduardo Federico Guillermo Grau és originari de Barcelona i es va traslladar a Buenos Aires, Argentina, el 1927. Va ser allà on va documentar-se sobre estudis musicals, instruït en diferents àmbits tècnics: Manuel de Falla l'educà en composició, Jaime Pahissa en instrumentació i orquestració i Erwin Leuchter en la disciplina musicològica. Encara així, no va ser fins a la seva arribada a Mendoza el 1948, on es dedicà a la investigació musicològica, a més, de la docència i la composició. Va ser director de l'Escuela de Música de la Universidad Nacional de Cuyo de 1975 a 1980, però, poc després, es centra exclusivament en el seu treball compositiu. El 1997 la facultat d'arts de la universitat de Cuyo, li va donar el reconeixement de "professor emèrit". Finalment, morí als 86 anys en Adrogué, província de Buenos Aires.

## Escrits musicals
En la seva investigació musicològica trobem que la seva analítica tracta sobre temes tècnics musicològics i al llarg dels anys varien les seves matèries i temàtiques. Eduardo Grau va escriure sobre les investigacions del seu mestre, Manuel de Falla, i música de diferents èpoques i localitats.
- La técnica de composición de los 12 sonidos (1953)
- Introducción a la historia de la música española (1954)
- Manuel de Falla, cátedra de individualidad (1959)
- Los conciertos para piano y orquesta de Brahms (1972)
- Sentido y misión de la crítica musical (1973)
- Schubert, músico vienés (1978)
- Reflexiones sobre mi obra coral (1996)

També va fer la traducció del llibre d'Ígor Stravinsky anomenat "Poética Musical" a l'any 1946.

## Obres musicals
Eduardo Grau té un repertori molt ampli en quant a les seves obres musicals. Les seves obres tenen una temàtica comuna, la qual es centra en el cançoner espanyol antic. Té un estil concret utilitzant els següents recursos musicals: escales modals, resolucions harmòniques i diatonisme. Va arribar a compondre més de 240 obres i en diferents estils i gèneres com són: música escènica, música simfònica, bandes, cors i acompanyaments, cors, duos, veus i acompanyament, música de cambra, obres solistes i música religiosa.
Música escènica: "Dionisios" (1955), "El extraño" (1965)
Música simfònica: "Dos canciones divinas" (1944), "Serie de glosas y romances" (1949), "Romance de la infantina" (1960), "Sinfonía Pax intrantibus" (1971), "Concierto nº 3 de Villena" (1972), "Sinfonía nº 2" (1982), "Variaciones sobre un tema de Strawinsky" (1982), "Variaciones alfonsinas" (1984), "Concierto nº 2" (1985), "Concierto para clarinete" (1985), "La muerte de Desdémona" (1987), "Racó de la calma" (1994)
Banda: "Sardana" (1961)
Cor i acompanyament: "Te Deum" (1951), "Misa de gloria" (1957), "Cantata del Cristo robado" (1961), "Pequeña cantata de Navidad" (1977), "Hacia el tiempo sagrado" (1988), "Himne ibèric" (1991), "Misa sudamericana de Coronas" (1995), "Las aleluyas del señor Esteban" (1996)
Cor: "Cantares de los pajes de la nao" (1942), "Himno a Don Dinero" (1954), "Romance del conde Niño" (1963), "Por valle de tristeza" (1967), "Madrigal del amor y el otoño" (1972), "Esta ciudad que veis" (1986), "El enamorado y la muerte" (1990), "El recuerdo" (1995)
Duos: "Pórtico de los ángeles" (1990)
Veu i acompanyament: "Dos canciones a dos voces" (1944), "Treinta canciones populares españolas" (1946), "Composiciones del cancionero español" (1947), "Tres nostalgias de Juan Ramón" (1957), "Cuando Gabriel te habló" (1970), "Canción de la Escuela Nacional de Comercio" (1979), "Letanías marianas y canto a la Madre" (1994)
Música de cambra: "Variaciones y fuga sobre un tema popular catalán" (1950), "Llanto a la muerte de Juan Ramón" (1959), "Sardana, balls i fuga" (1963), "Introducción y sonata para una feria de San Juan" (1965), "Variaciones epitalámicas" (1984), "Cortejo de las exequias de un rey" (1986), "Glosas tonales" (1995)
Obres solistes: "Sonata en Sol" (1945), "Tres sonatina" (1946), "Tocata" (1951), "Pastoral" (1955), "Elegía a Manuel de Falla" (1959), "Sonatas españolas" (1961), "La fuente de Nié Pastrié" (1972), "Goigs de Sancta Maria" (1972), "Tres preludios modales" (1977), "Transformaciones armónicas" (1989), "Poema del rezo" (1996)
Música religiosa: "Dos villancicos catalanes" (1966), "El ángel nocturno" (1967), "La leyenda de San Jorge" (1976)